# 丘基阿南塔山
17°4′53″S 70°26′58″W / 17.08139°S 70.44944°W
丘基阿南塔山（Chuquiananta），是秘魯的山峰，位於該國中部胡寧大區和利馬大區接壤的邊境，處於科爾克普克羅山和科里瓦西山東南面，屬於安第斯山脈中帕里亞卡卡山脈的一部分，海拔高度約5,750米。